# Lindt (Bern)

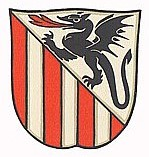
Wappen Lindt

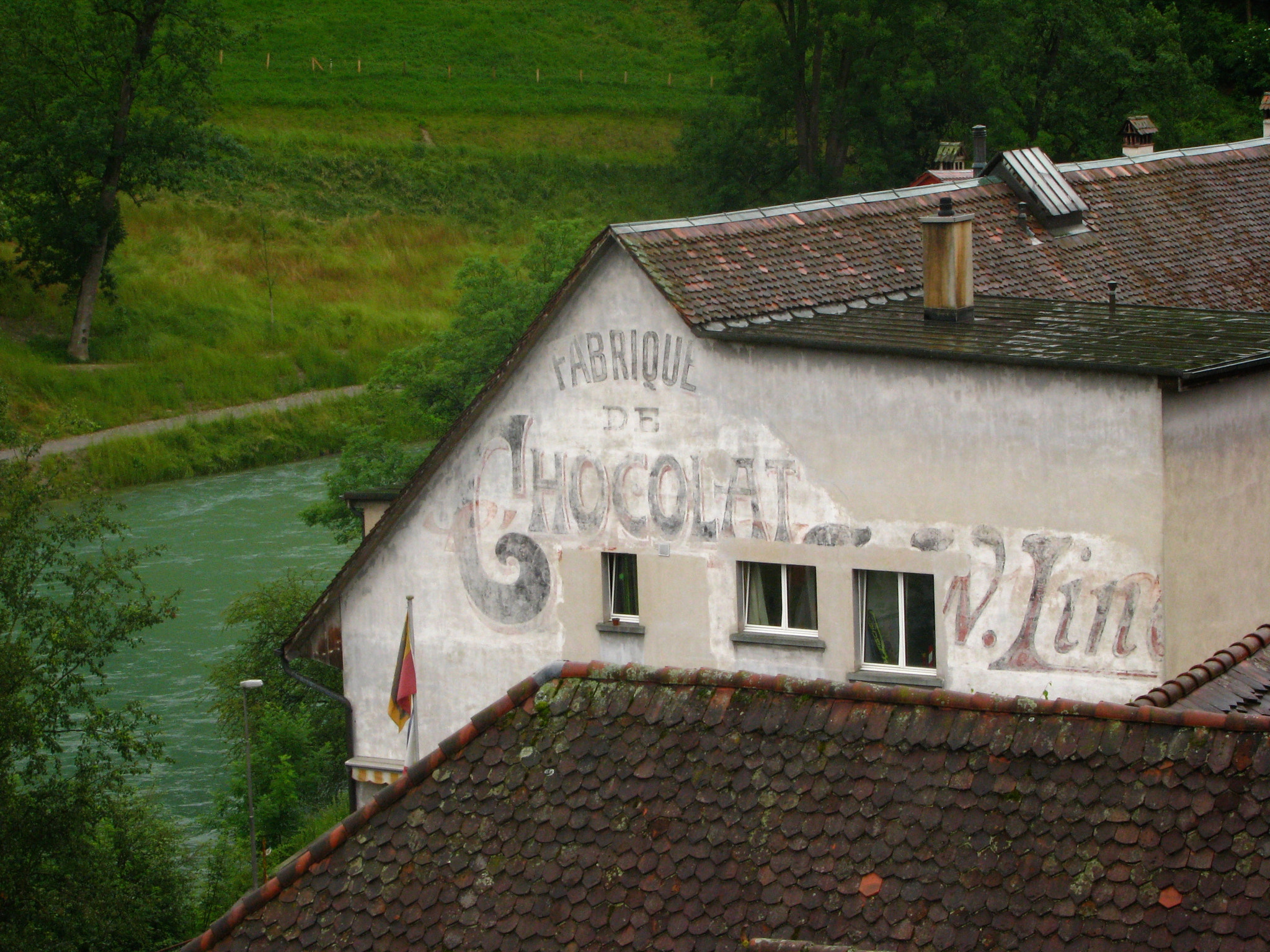
Ehemaliges Fabrikgebäude Fabrique de Chocolat A. & W. Lindt an der Wasserwerkgasse in Bern

Die Familie Lindt stammt ursprünglich aus Windecken und wurde 1769 in Nidau eingebürgert, 1820 in Bern und gehört der Gesellschaft zu Mittellöwen an.

## Geschichte
Die Familie Lindt gehört zu der kleinen Anzahl Geschlechter, die nach der 1805 erfolgten Öffnung des bernischen Burgerrechts während der Restaurationszeit das Burgerrecht erworben haben. Familienangehörige verheirateten sich mit Angehörigen der Familien Brunner, Simon und Kohler. Aus der Familie Lindt sind im 19. und 20. Jahrhundert zahlreiche Mediziner, Apotheker, reformierte Geistliche und Unternehmer hervorgegangen.

## Personen
- Johann Rudolf Lindt (1790–1851), Mediziner und Politiker
- Johann Ludwig Lindt (1809–1857), Lehrer am Gymnasium von Bern und Nidau, Pfarrer zu Solothurn
- Johann Rudolf Lindt (1823–1893), Apotheker, Botaniker und Politiker
- Franz Lindt (1844–1901), Ingenieur, Politiker
- Ernst Lindt (* 1846), Direktor der mechanischen Seidenstoffweberei
- Rodolphe Lindt (1855–1909), Schokoladenfabrikant und Erfinder, Mitbegründer der Lindt & Sprüngli
- Paul Lindt (1859–1913), Architekt
- Hermann Lindt (1872–1937), Stadtpräsident von Bern
- Bernhard Lindt (1904–1979), Unternehmer
- August R. Lindt (1905–2000), Diplomat
- Andreas Lindt (1920–1985), Professor für Theologie
- Hanna Elisabeth Lindt geb. Loosli (1926–2019), Theologin, erste Frau im Berner Synodalrat
- Nicolas Lindt (* 1954), Schriftsteller

## Archive
- Familie Lindt, ES 315 im Katalog der Burgerbibliothek Bern
- Familienarchiv Lindt im Katalog der Burgerbibliothek Bern
- Wappen Lindt im Katalog der Burgerbibliothek Bern

## Wappen
| Wappen Lindt | Blasonierung: „Schrägrechts geteilt von Silber mit einem schreitenden, Feuer speienden schwarzen Lindwurm und von Rot mit drei silbernen Pfählen.“ |
| Wappen Lindt | Wappenbegründung: Mit dem Lindwurm (althochdeutsch lint „Schlange“) ist das Wappen redend.                                                         |